# Puig de les Redoleres
El Puig de les Redoleres és una muntanya de 129,3 metres que es troba entre les comunes de Banyuls de la Marenda i de Portvendres, a la comarca del Rosselló, de la Catalunya del Nord.
Està situat a l'extrem nord del terme de Banyuls de la Marenda, i al sud-oest del de Portvendres.
Pel seu vessant oriental discorre la carretera D914.